# Алмазов, Сергей Николаевич
Серге́й Никола́евич Алма́зов (2 февраля 1944, Ленинград — 22 ноября 2019) — первый директор Федеральной службы налоговой полиции Российской Федерации (до 18 февраля 1999 года), генерал-полковник налоговой полиции.

## Биография
Родился 2 февраля 1944 года в Ленинграде в семье сотрудника органов безопасности. В 1967 году окончил Горьковский политехнический институт, а в 1969 году — Минские высшие курсы КГБ СССР. С 1969 по 1989 год занимал различные должности в Управлениях КГБ СССР по Горьковской и Новосибирской областям, с 1989 года — в центральном аппарате КГБ СССР в Москве. Был начальником Главного управления по борьбе с организованной преступностью Агентства федеральной безопасности РСФСР. В 1992 году назначен первым заместителем начальника Главного управления налоговых расследований при Госналогслужбе России.
С 1993 года — директор Департамента налоговой полиции. После реорганизации системы федеральных органов исполнительной власти в 1996 году стал директором Федеральной службы налоговой полиции Российской Федерации.
18 февраля 1999 года был освобожден от должности руководителя ФСНП России.

## Семья
Был женат, имел сына и двух внуков: Юлию и Николая.

## Награды
- Орден «Знак Почёта»
- Нагрудный знак «Почётный сотрудник КГБ СССР»